# 峰上村
峰上村（みねがみむら）とは、千葉県君津郡にかつて存在した村である。現在の富津市の南部に位置している。
村名は旧環村大字上後にあった峰上城が由来。一時的に存在した地名のため現在の地名としては存在しないが、富津市峰上出張所などにその名をとどめている。

## 地理
千葉県君津郡の山間部に位置していた。

## 沿革
- 1955年（昭和30年）4月25日 - 関豊村、環村が合併して新設。
- 1963年（昭和38年）10月1日 - 天羽町と合併し、改めて天羽町を新設[1]。同日峰上村廃止[1]。
- 1971年（昭和46年）
  - 4月25日 - 天羽町が富津町、大佐和町と合併し、改めて富津町となる。
  - 9月1日 - 富津町が市制施行し、富津市となる。

## 交通

### 道路
- 長狭街道